# Corallina officinalis
Corallina officinalis Linnaeus, 1758  é o nome botânico  de uma espécie de algas vermelhas pluricelulares do gênero Corallina.
- São algas marinhas encontradas na Europa, África, Ásia, América do Norte, América do Sul, ilhas do Atlântico, ilhas do Caribe, Austrália e Nova Zelândia.

## Sinonímia
- Corallina calvadosii J.V. Lamouroux, 1816
- Corallina nana Zanardini, 1844
- Corallina officinalis f. vulgaris Kützing, 1858
- Corallina officinalis var. vulgaris Kützing, 1858
- Corallina compacta P.L. Crouan & H.M. Crouan, 1867
- Corallina officinalis f. profunda Farlow, 1881
- Corallina officinalis var. profunda Farlow, 1881
- Corallina officinalis var. nana (Zanardini) Ardissone, 1883
- Corallina officinalis var. compacta (P.L. Crouan & H.M. Crouan) Batters, 1902
- Corallina officinalis f. nana (Zanardini) Van Heurck, 1908
- Corallina officinalis var. flabellifera Schiffner, 1931
- Corallina officinalis f. compacta (P.L. Crouan & H.M. Crouan) Hamel & Lemoine, 1953